# باسيل بيتي
باسيل بيتي (بالإنجليزية: Basil Beattie)‏ هو رسام بريطاني، ولد في 1935 في West Hartlepool ‏ في المملكة المتحدة.